# ヴァブル＝ラベ
ヴァブル＝ラベ （Vabres-l'Abbaye）は、フランス、オクシタニー地域圏、アヴェロン県のコミューン。

## 地理
ヴァブル＝ラベは中央高地の南部、標高300mのところに位置する。サンタフリク都市圏の郊外コミューンである。
タルヌ川支流のドゥルドゥ川がコミューンを横切り、ドゥルドゥ川とソルグ川の合流点が近い。

## 由来
地名は869年と870年にvilla Vabraというつづりで証明されている。villa Vabraとはガリア語から生まれ、語源はuabero-（意味は『水の流れ』）である。ヴァブルの村の周りで修道院は成長し、実際にドゥルドゥ川のそばにあった。1955年にはコミューンの名称がヴァブル＝ラベとなった理由は、この修道院にある。

## 歴史
862年、トゥールーズ伯レーモン1世は、ヴァブル修道院を創設したベネディクト会派の修道士たちの共同体に、ヴァブルにある自分の土地を寄進した。1317年、第2代のアヴィニョン教皇ヨハネス22世は、ロデーズ司教区が広すぎると考え、新しい司教区の本拠地としてヴァブル修道院を選んだ。ヴァブル司教区はロデーズ司教区から分割された約130の教区で構成されていた。司教区の創設は、教会参事会の創設と大聖堂建物の建設をもたらした。
1568年、カルヴァン派の武装集団が、ユゼス公爵ジャック・ド・クリュソルに命じられ、襲撃して修道院と町を略奪し、住民を拘束して身代金を要求し、全ての公文書を焼き払ったうえ宝物と貴金属を盗み、大聖堂と司教宮殿を破壊し、町を焼き払った。1790年、ヴァブル司教座は廃止され、その後大聖堂はフランス革命後の1793年に、ラマルク将軍によってもたらされた2度目の大惨事で荒廃した。彼はマラーの勝利の記念碑をつくるため、祭壇から大理石を取り外したのである。

## 人口統計
2016年時点のコミューン人口は1190人で、2011年時点の人口より4.11%増加した。
| 1962年 | 1968年 | 1975年 | 1982年 | 1990年 | 1999年 | 2006年 | 2016年 |
| ------ | ------ | ------ | ------ | ------ | ------ | ------ | ------ |
| 756    | 722    | 732    | 882    | 1111   | 1085   | 1104   | 1190   |

参照元:1962年から1999年までは複数コミューンに住所登録をする者の重複分を除いたもの。それ以降は当該コミューンの人口統計によるもの。1999年までEHESS/Cassini、2006年以降INSEE

## 史跡
- 司教宮殿 - 歴史的記念物[5]
- サン・ソヴール大聖堂 - 歴史的記念物[6]。15世紀のラングドック・ゴシック建築。16世紀と18世紀に修復

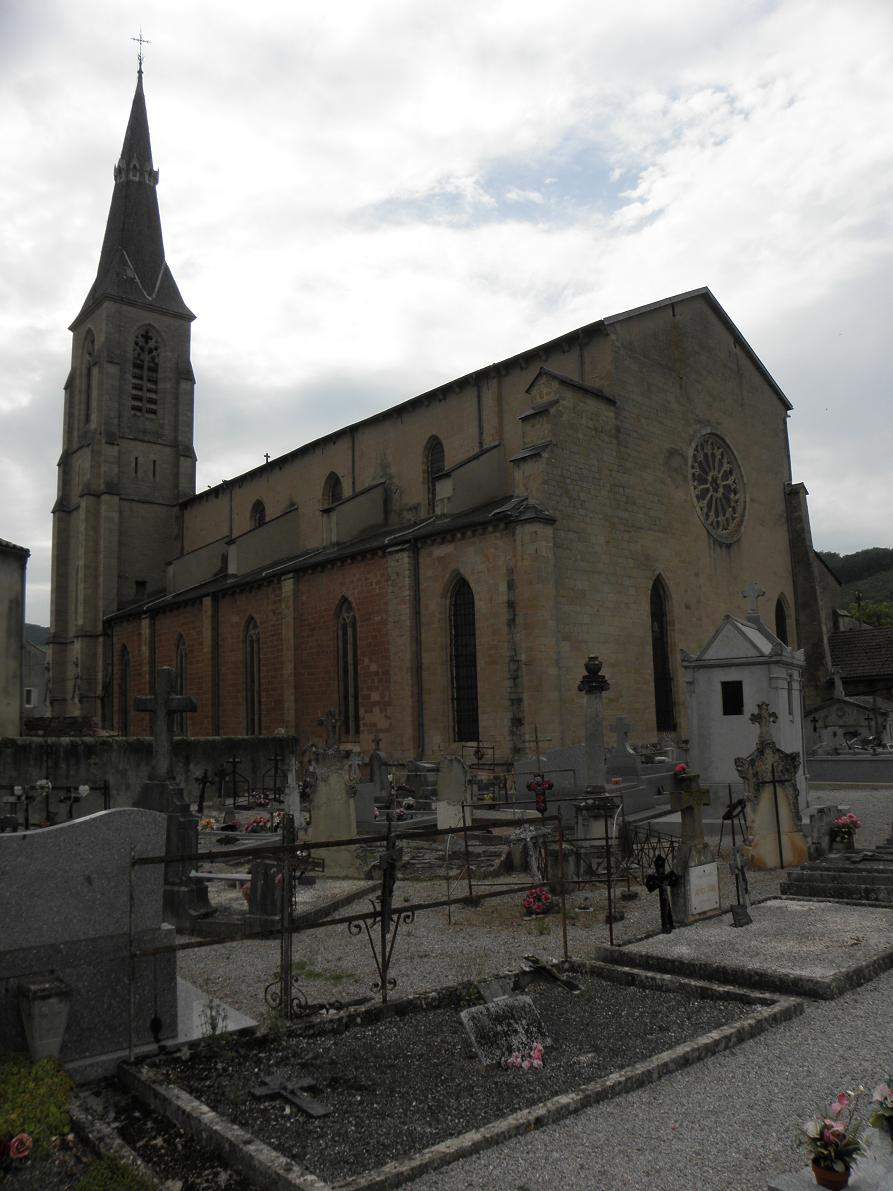
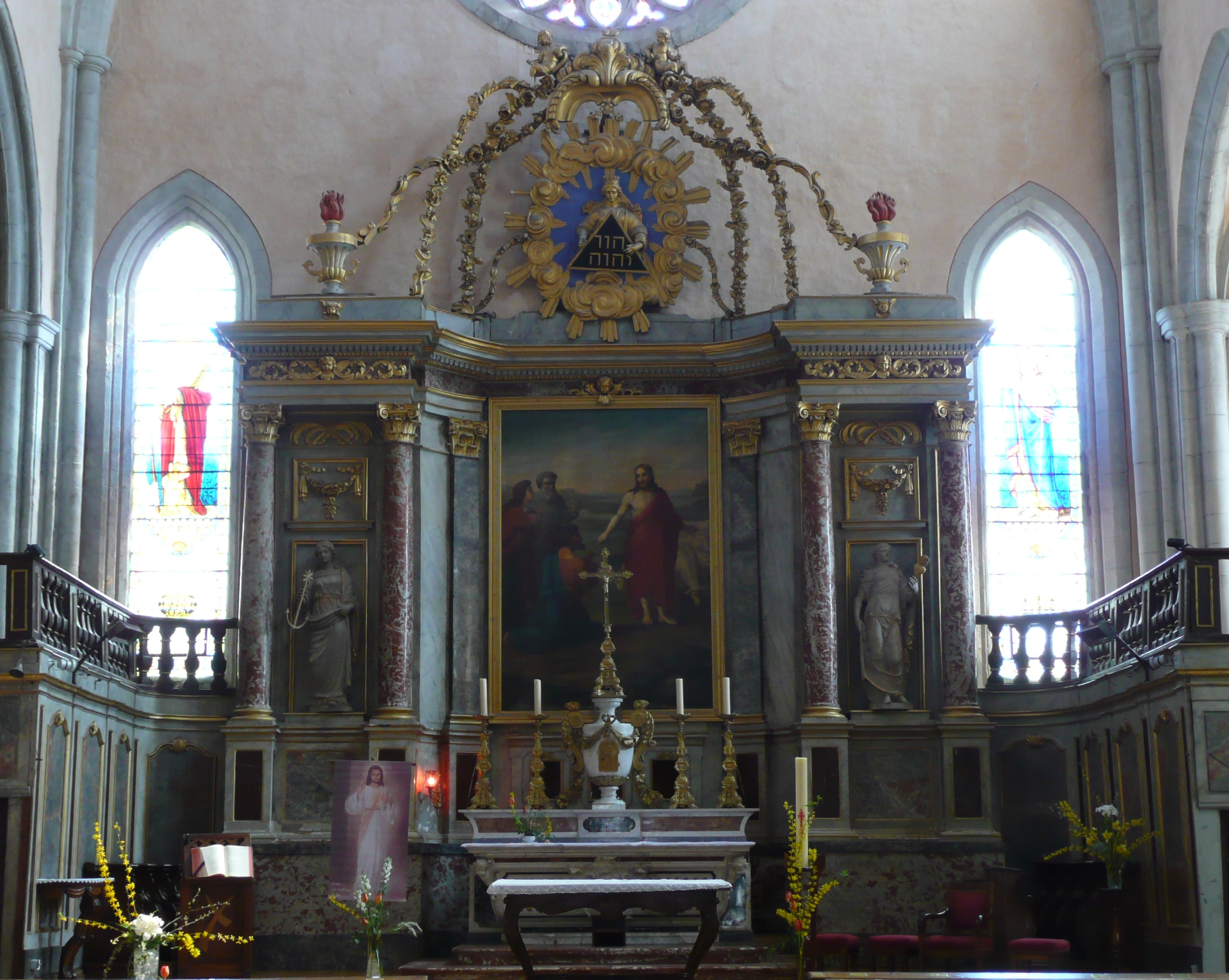
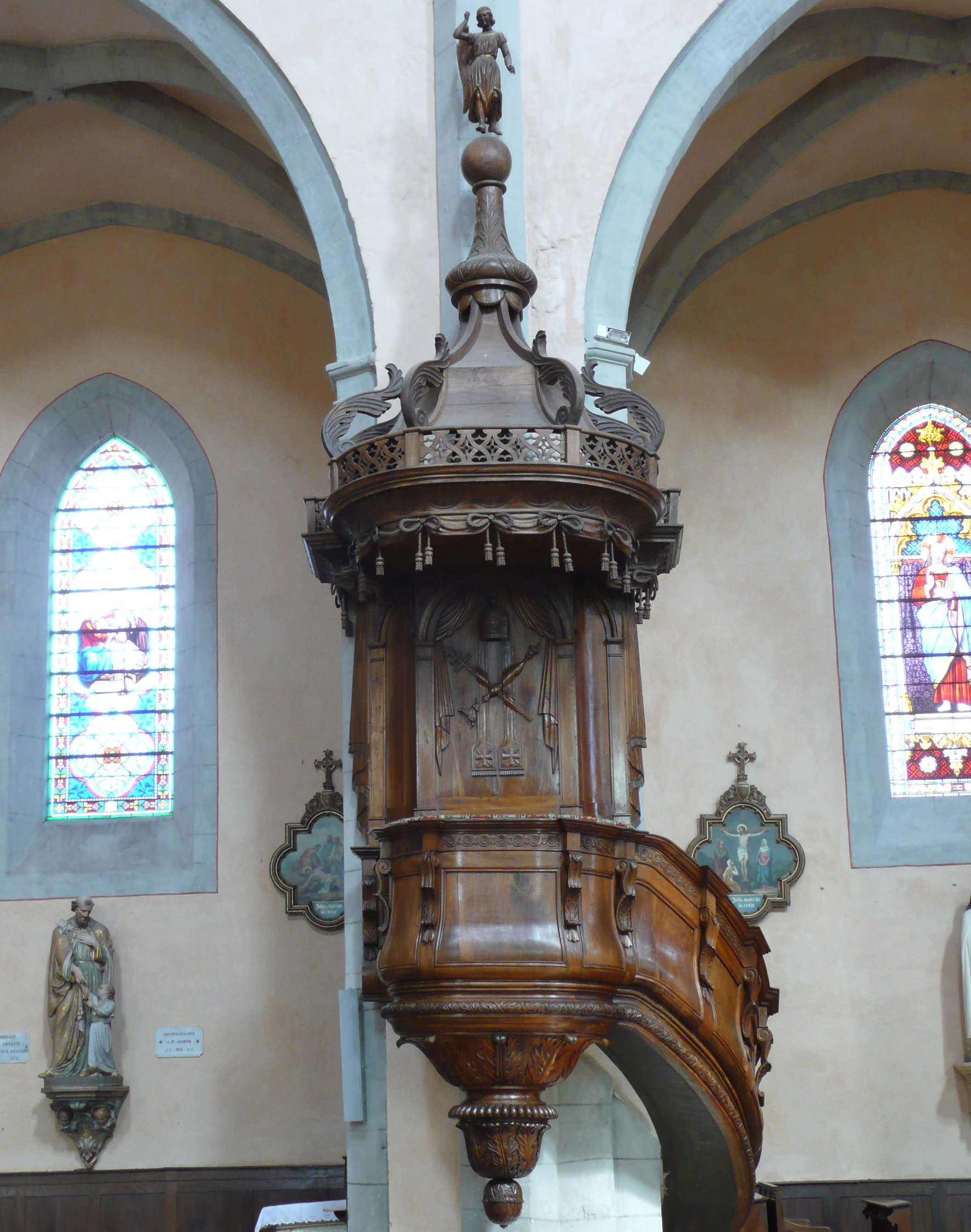
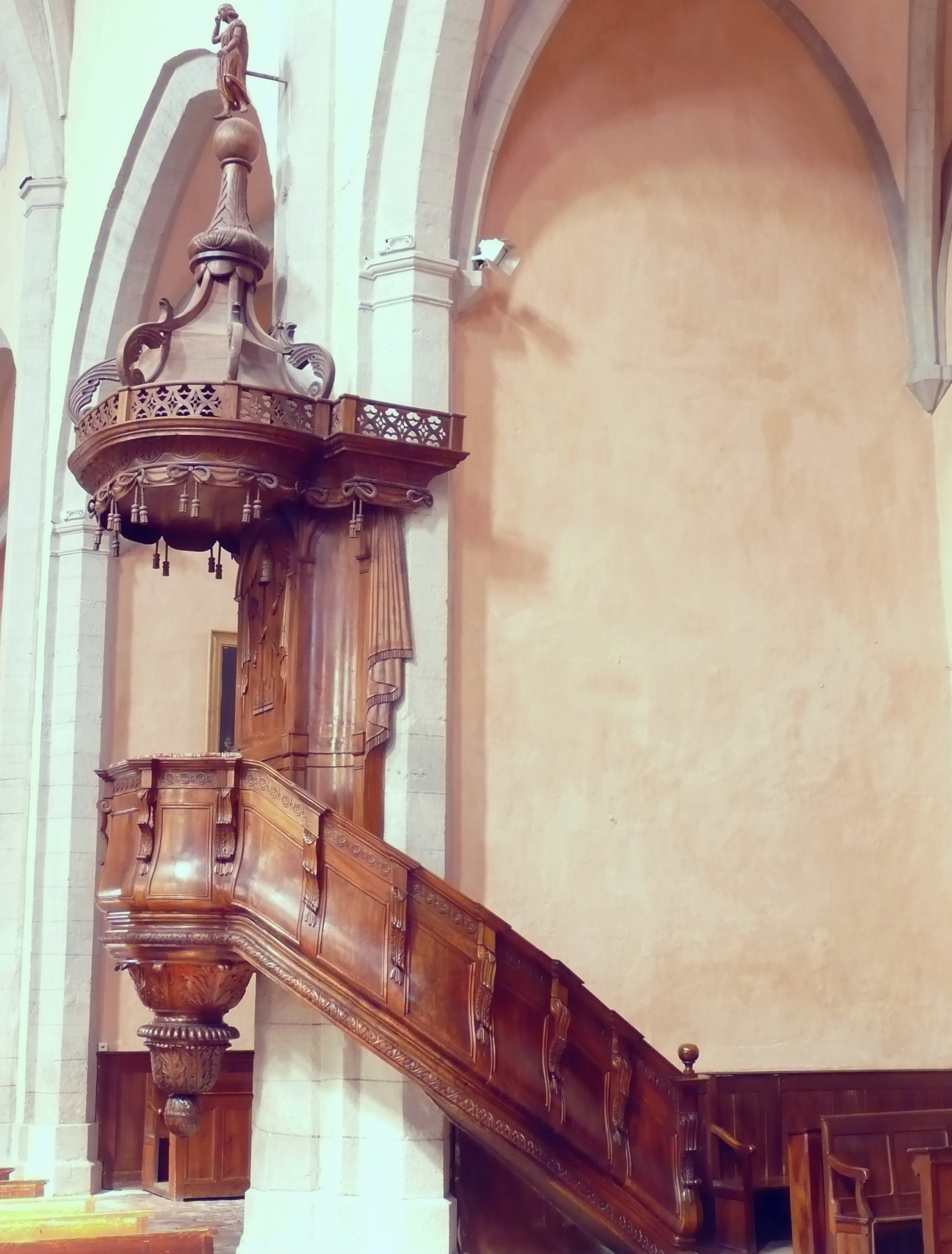
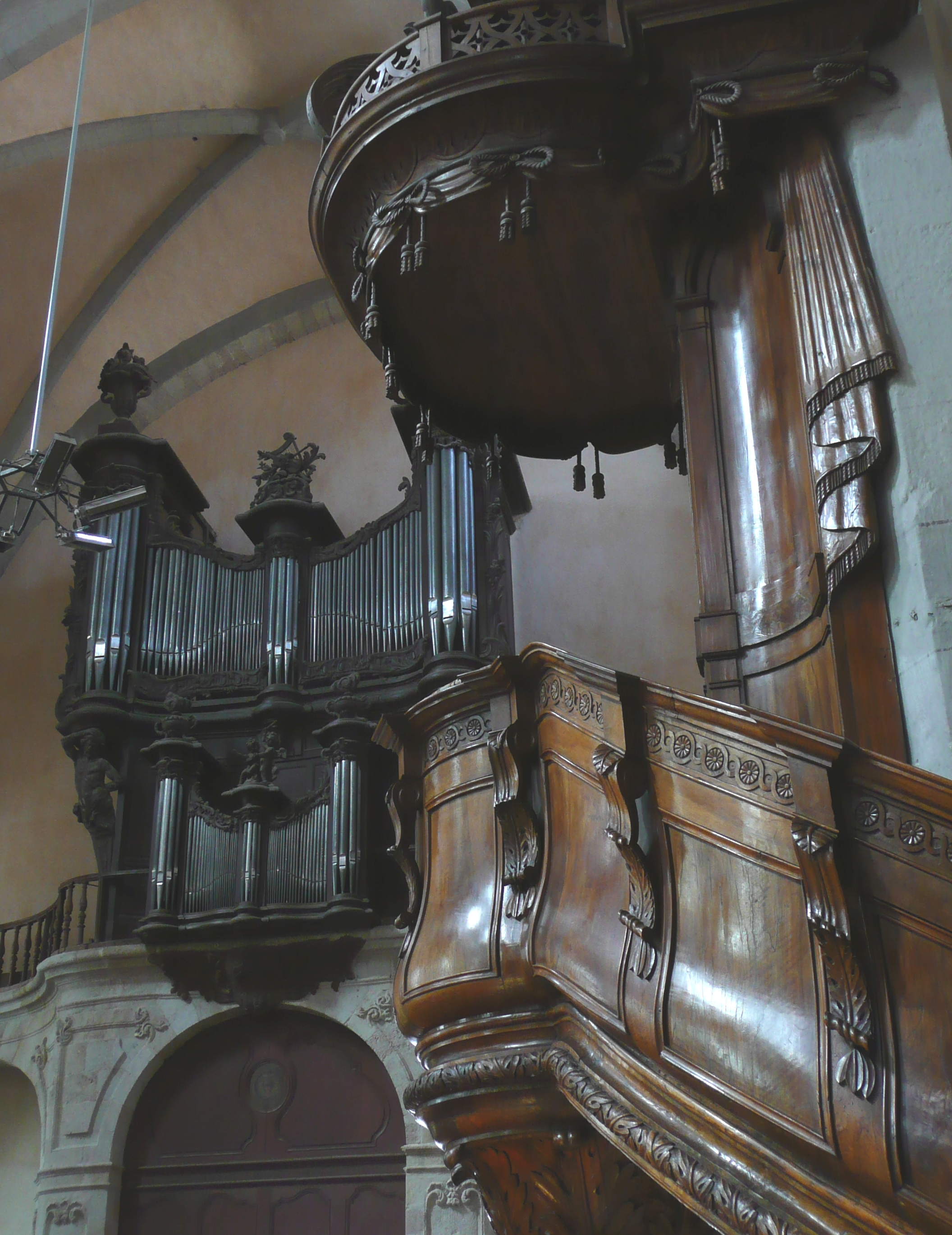

- ヴァブル修道院